# Mauvières
Mauvières település Franciaországban, Indre megyében. Lakosainak száma 307 fő (2022. január 1.). Mauvières Bélâbre, Le Blanc, Concremiers és Saint-Hilaire-sur-Benaize községekkel határos.

## Népesség
A település népességének változása:
| Lakosok száma | 351  | 243  | 305  | 328  | 348  | 327  | 310  | 296  | 299  | 307  |
|               | 1968 | 1982 | 1990 | 2006 | 2013 | 2015 | 2017 | 2019 | 2020 | 2022 |